# Tomas Bobadilla y Briones
Pour les articles homonymes, voir Bobadilla (homonymie) et Briones (homonymie).
Tomás Bobadilla y Briones (Neiba, 30 mars 1785 - Port-au-Prince, 21 décembre 1871) fut Président de la Junte centrale gouvernante durant la première République de la République dominicaine.

## Biographie
Fils de Vicente Bobadilla y Amaral et de Gregoria Justina Briones Pérez de Bobadilla, Tomás Bobadilla y Briones se consacre à la vie politique et à l'écriture. 
Depuis l'époque de La España boba, il occupa des postes importants. Il fut l'ami de Núñez de Cáceres et participa à la vie politique durant l'Indépendance éphémère.
Il occupa la fonction d'écrivain public en 1811, puis fut, la même année, notaire de l'archevêque Valera.
Durant l'Indépendance éphémère, proclamée par José Núñez de Cáceres en 1821, il fut nommé à la Trésorerie générale de l'état. puis, en 1830, il fut défenseur public et, en 1831, notaire de Santo Domingo.
Il se rallia aux idées des Trinitaires  sur l'Indépendance et participa au mouvement. Son influence lui permit d'attirer de nombreux soutiens à la cause indépendantiste. Il est considéré comme l'auteur principal du Manifeste du 16 janvier 1844. La nuit du 27 février 1844, il était présent à la Porte de la Miséricorde, aux côtés de Francisco del Rosario Sánchez et Matías Ramón Mella, lors de la proclamation de l'Indépendance.
Il fit partie de la Junte centrale gouvernante élue le 11 mars 1844 dont il fut désigné président. Mais en raison de ses idées de rapprochement avec la France, il fut démis de ses fonctions par un coup d'État des Trinitaires Francisco del Rosario Sánchez et Matías Ramón Mella, le 9 juin 1844. Mais le général Pedro Santana réalisa un contre-coup d'État, réintégrant Bobadilla au sein la Junte gouvernante dont il prit la présidence.
Après divers postes d'importance au sein du gouvernement, il fut exilé par Pedro Santana le 12 juin 1847. Il revint en 1849, retrouva les faveurs de Santana et fut élu membre de la Chambre du Conseil conservateur, puis au sein de diverses cours de justice (Cour Suprême, Cour d'appel). Il fut même président de la Cour suprême de justice du 3 juin 1851 au 17 janvier 1853.
Sous les gouvernements de Manuel de la Regla Mota, Buenaventura Báez et José Desiderio Valverde, il occupa des postes importants dans l'administration dominicaine. Il fut chargé, après l'annexion espagnole, de la révision du Code Pénal.
En 1867, il fut nommé Ministre plénipotentiaire chargé de la négociation d'un traité avec la République d'Haïti.
Exilé en 1868 à Porto Rico, il s'établit en Haïti en 1871 où il finit sa vie à l'âge de 86 ans.